# Alan Budikusuma
Alan Budikusuma, född 29 mars 1968, är en indonesisk idrottare som tog guld i badminton vid olympiska sommarspelen 1992 i Barcelona.